# Lampetis ertli
Lampetis ertli es una especie de escarabajo del género Lampetis, familia Buprestidae. Fue descrita científicamente por Hoscheck en  1918.